# Телве ди Сопра
Телве ди Сопра (итал. Telve di Sopra) је насеље у Италији у округу Тренто, региону Трентино-Јужни Тирол.
Према процени из 2011. у насељу је живело 564 становника. Насеље се налази на надморској висини од 647 м.

## Становништво
Према резултатима пописа становништва 2011. у општини је живело 617 становника.
| 1931. | 1936. | 1951. | 1961. | 1971. | 1981. | 1991. | 2001. | 2011. |
| ----- | ----- | ----- | ----- | ----- | ----- | ----- | ----- | ----- |
| 636   | 619   | 653   | 659   | 645   | 609   | 619   | 612   | 617   |